# Hans Josef Rath
Hans Josef Rath (* 24. Mai 1947 in Nuttlar; † 4. September 2012 in Wilstedt) war ein deutscher Professor für Technische Mechanik und Strömungslehre, Raumfahrttechnologie und Mikrogravitation an der Universität Bremen.

## Leben
Nach einer Lehre als Stahlformenbauer und einjähriger Facharbeitertätigkeit von 1961 bis 1965 in der Armaturenfabrik F. W. Oventrop in Bigge studierte Rath von 1967 bis 1970 zunächst an der Gesamthochschule Paderborn. Nach einem Zwischenstopp bei AEG-Telefunken in Ulm schloss er ein Studium der Strömungsmechanik an der Universität Hannover Maschinenbau an. Dort promovierte er 1976 zum Dr.-Ing. und arbeitete anschließend als wissenschaftlicher Mitarbeiter.
Seit 1981 hatte er einen Lehrstuhl für Technische Mechanik und Strömungslehre an der Universität Bremen. Sein Forschungs- und Lehrgebiet wurde 1997 um Raumfahrttechnologie und Mikrogravitation erweitert. 
An der Universität Bremen gründete Rath 1985 das Zentrum für angewandte Raumfahrttechnologie und Mikrogravitation (ZARM), das er bis zu seinem Tode als geschäftsführender Direktor leitete. Wenige Jahre später folgte auf seine Initiative der Bau des Fallturms Bremen, der von ihm im Jahre 1986 konzipiert und 1990 in Betrieb genommen wurde. Die Inbetriebnahme erfolgte im Beisein des damaligen Bundesforschungsministers Riesenhuber.
Daneben war Rath Mitglied in zahlreichen Vereinigungen. Unter anderem war er in der Deutschen Gesellschaft für Luft- und Raumfahrt (DGLR) aktiv, darunter mehrere Jahre als Vorsitzender, sowie in der International Astronautical Federation (IAF), dort vier Jahre als Vizepräsident. Die International Academy of Astronautics (IAA) nahm ihn ebenso als Full Member auf wie die Europäische Akademie der Wissenschaften und Künste (Academia Scientiarum et Artium Europaea). Außerdem war er Mitglied in mehreren Aufsichtsräten, unter anderem von OHB und ZARM Technik. Er engagierte sich als Wissenschaftsmanager stark im Bereich der Mikrogravitationsforschung und in der Raumfahrt, nicht zuletzt für den Raumfahrtstandort Bremen, und knüpfte zahlreiche Kontakte ins Ausland, insbesondere nach Japan und China. 
Neben seiner Tätigkeit als Wissenschaftler und Wissenschaftsmanager war Hans J. Rath auch Künstler. In seiner Kunst spielte die Sinnfrage des Woher kommen wir? Wohin gehen wir? eine entscheidende Rolle. Er beschäftigte sich mit den verschiedensten religiös-philosophischen Weltbildern, oft auch im Zusammenhang mit den fundamentalen wissenschaftlichen Fragestellungen in den Bereichen der Universumstheorien.

## Publikationen (Auswahl)
- New Results in Numerical and Experimental Fluid Mechanics V: Contributions to the 14th STAB/DGLR Symposium Bremen, Germany 2004. Springer, Berlin Heidelberg 2006, ISBN 3-540-33286-3. (Mit: Carsten Holze, Hans-Joachim Heinemann, Rolf Henke, Heinz Hönlinger)
- Peristaltische Strömungen. Springer, Berlin, Heidelberg, New York 1980
- Berechnungen zu einem ventillosen Pumpprinzip. 1976